# جامع المذهب (صنعاء)
جامع المَذْهب هو أحد جوامع صنعاء القديمة ويقع بجانب جامع جناح ومتصل به، وهما وسط سوق الملح بمديرية صنعاء القديمة، شمال شرق الجامع الكبير والذي يبعد عنهما بحوالي 200 متر، ويعود بناء جامع المذهب إلى العهد العثماني في اليمن، ويعد الجامع من المعالم الدينية الأثرية والتاريخية التي تعكس حضارة اليمنيين وتاريخهم الإسلامي الأصيل.
يسميه البعض خطأ بجامع جناح والمذهب، بينما هما جامعين متجاورين، متقابلين هما جامع جناح وجامع المَذهب تجمعهما مئذنة واحدة قائمة بينهما، كما يجمعهما مدخل واحد، إذ يقع جامع جناح على يمين المدخل وجامع المَذهب على يساره.

## انظر ايضاً
- جامع فروة بن مسيك
- جامع قبة المتوكل
- جامع قبة المهدي